# Hodgson-óriásrepülőmókus
A Hodgson-óriásrepülőmókus (Petaurista magnificus) az emlősök (Mammalia) osztályának rágcsálók (Rodentia) rendjébe, ezen belül a mókusfélék (Sciuridae) családjába tartozó faj.

## Előfordulása
A Hodgson-óriásrepülőmókus előfordulási területe India, Nepál, Bhután, Mianmar és Kína délnyugati része, Tibet. Az erdőirtások és a tea- és egyéb ültetvények veszélyeztetik.
Korábban a bhutáni óriásrepülőmókust (Petaurista nobilis) az alfajának vélték, azonban manapság önállófajnak számít.

## Megjelenése
Fej-testhossza 36-42 centiméter, farokhossza 41,5-48 centiméter és testtömege 1350 gramm. A háti része sötétbarna; a gerince mentén fekete sávval. A vállai és a hasi része sárgásbarnásak. A lábait összekötő bőrlebeny felül sötét vörösesbarna, míg alul világos vörösesbarna. A farkának töve sötétbarna, a farok többi része vörösesbarna és ennek vége fekete. A lábfejek is feketék.

## Életmódja
A trópusi és szubtrópusi erdőket kedveli, ahol a magas fákról, akár 100 méteres távokat is tud siklani. 1500-3000 méteres tengerszint feletti magasságokban él. Éjszaka tevékeny. Tápláléka levelek, hajtások, virágok, gyümölcsök, magvak és füvek.

## Szaporodása
A fészke általában 15 méter magasan lévő faodvakban van. A szaporodásáról majdnem semmit sem tudunk.

### Fordítás
- Ez a szócikk részben vagy egészben  a   Hodgson's giant flying squirrel című angol Wikipédia-szócikk ezen változatának fordításán alapul.  Az eredeti cikk szerkesztőit annak laptörténete sorolja fel. Ez a jelzés csupán a megfogalmazás eredetét és a szerzői jogokat jelzi, nem szolgál a cikkben szereplő információk forrásmegjelöléseként.